# Больцмановский мозг
Больцмановский мозг (англ. Boltzmann brain, он же «Мозг Больцмана») — гипотетический объект, возникающий в результате флуктуаций в какой-либо системе и способный осознавать своё существование. Возможность возникновения таких объектов рассматривается в некоторых мысленных экспериментах. Назван в честь Людвига Больцмана, внёсшего большой вклад в развитие статистической физики.

## История
Ещё римский философ Тит Лукреций Кар рассматривал идею о том, что мир существует вечно и состоит лишь из пустоты и атомов, которые, вечно двигаясь в пустоте и сталкиваясь друг с другом, образуют различные временные конфигурации, одной из которых является наблюдаемая нами часть Вселенной. В XIX веке Людвиг Больцман придерживался похожих взглядов, полагая, что Вселенная существует вечно во времени в направлении как прошлого, так и будущего и представляет собой однородный газ из атомов в состоянии термодинамического равновесия с максимальной энтропией. В разных областях такого газа время от времени могут происходить кратковременные флуктуации, ненадолго понижающие энтропию в данной области пространства. Больцман предположил, что наблюдаемый нами объём Вселенной, включающий в себя организованную структуру, состоящую из звёзд, планет и живых существ, является как раз такой флуктуацией. Действительно, если подобный мир существует вечно, то даже самые маловероятные флуктуации рано или поздно происходят, включая и такие, при которых образуются области, похожие на наблюдаемую нами Вселенную. Однако при дальнейшем исследовании этого вопроса выяснилось, что данный сценарий не подтверждается наблюдениями. Для такого относительно простого случая (система в состоянии термодинамического равновесия) имеется возможность рассчитать плотность вероятности различных флуктуаций. И оказывается, что чем сильнее понижение энтропии при флуктуации, тем реже такие флуктуации происходят. Образование одной только Солнечной системы при флуктуации вероятнее, чем образование целой Вселенной. А образование одного человека-наблюдателя вероятнее, чем образование целой Солнечной системы. А ещё вероятнее образование одного только мозга, чем целого человека. Поэтому был сделан вывод, что в таком случае мы с большей вероятностью должны были бы обнаруживать себя в одиночестве и окружёнными однородным хаотичным газом с максимальной энтропией, чем наблюдать вокруг себя целую упорядоченную Вселенную. Это привело учёных к выводу, что сценарий Больцмана опровергается наблюдениями.
Подобные сущности в виде одиночных мозгов, возникших в результате флуктуации и окружённых однородным хаотичным газом в равновесном состоянии с высокой энтропией, были названы «больцмановскими мозгами». Этот термин ввели Андреас Альбрехт и Лоренцо Сорбо.
Здесь следует также учесть, что если физические законы Вселенной допускают положительную вероятность зарождения жизни из большого количества газа в результате эволюции (как в Солнечной системе), то она может оказаться больше, чем вероятность появления отдельного больцмановского мозга. Это объясняется тем, что не имеет большого значения, как именно вначале располагались молекулы газа, имеет значение только количество молекул. И если вероятность появления жизни в нашей Вселенной действительно велика, то и вероятность появления большого количества атомов (в частности, Большого взрыва) и молекул, а затем зарождения жизни может оказаться больше, чем появление относительно небольшого числа молекул, но так упорядоченных, чтобы являться больцмановским мозгом. Математически эту проблему можно сформулировать так: пусть {\displaystyle p_{1}} — вероятность (за почти нулевой отрезок времени в достаточно большом объёме пространства) появления большого количества элементарных частиц примерно в одном месте и почти одновременно, а {\displaystyle p_{2}} — вероятность, что из этого множества частиц сформируются галактики, звёзды и планеты и на одной из планет зародится жизнь. Пусть {\displaystyle p_{3}} — вероятность появления хотя бы одного больцмановского мозга (без эволюции) за время, сопоставимое с отрезком от Большого взрыва до появления первого сознательно мыслящего человека, и в таком же объёме пространства. Тогда встаёт вопрос: действительно ли {\displaystyle p_{1}p_{2}} должно быть меньше {\displaystyle p_{3}}?

## Проблема больцмановского мозга в современной космологии
Согласно современным космологическим взглядам, наша Вселенная имеет положительную плотность энергии вакуума, вследствие чего расширяется ускоренно, а не замедленно, и будет расширяться вечно. Рано или поздно звёзды исчерпают запасы водорода и других химических элементов, способных поддерживать ядерные реакции в их недрах, и погаснут. Некоторые из них превратятся в чёрные дыры, которые впоследствии испарятся за счёт излучения Хокинга. В конце концов в ходе вечного расширения Вселенной плотность всех видов обычной материи (кроме вакуума) упадёт настолько, что Вселенная будет представлять собой практически одно только пустое пространство с положительной энергией вакуума, называемое де-ситтеровским пространством или де-ситтеровским вакуумом. Такой вакуум обладает небольшой температурой {\displaystyle T\sim 10^{-29}K}, вследствие чего в нём постоянно происходят флуктуации, которые также могут приводить к образованию больцмановских мозгов. Это означает, что хотя изначальный сценарий Больцмана неверен, парадокс больцмановского мозга может оставаться в силе и в реальном мире. Период существования Вселенной, когда в ней может существовать жизнь в виде «нормальных» наблюдателей, конечен; в состоянии же де-ситтеровского вакуума Вселенная будет пребывать вечно. Почему же мы тогда обнаруживаем себя в виде «нормальных» наблюдателей, возникших в ходе эволюции, а не в виде больцмановских мозгов в де-ситтеровском вакууме?
Хотя в де-ситтеровском вакууме больцмановский мозг может появиться, вероятность этого события очень мала. Согласно работе Андрея Линде, такое событие может произойти примерно раз в 101050 лет. Но если время существования Вселенной бесконечно, то и число таких событий также будет бесконечно велико. В бесконечной Вселенной количества больцмановских мозгов и «нормальных» мозгов (продуктов эволюции) будут одинаково равны бесконечности. Дальнейшие выводы зависят от точных вычислений плотности вероятности образования больцмановских мозгов (возникших в результате флуктуации) и «нормальных» мозгов (возникших в ходе эволюции). Если плотность вероятности образования больцмановского мозга выше, то отсюда следует парадокс («Boltzmann brain paradox/problem» в современной космологии): случайно выбранный объект во Вселенной, обладающий разумом, с гораздо большей вероятностью окажется результатом флуктуаций, чем продуктом эволюции. Если же выше окажется плотность вероятности образования «нормального» мозга, то в таком случае вероятнее всего встретить именно продукт эволюции, а не больцмановский мозг.
По словам физика-теоретика и космолога Шона Кэрролла, на данный момент нет возможности выяснить, чего будет образовываться больше в различных сценариях мультивселенной — больцмановских мозгов или «нормальных» мозгов — потому что для расчётов и сравнения вероятностей рождения вселенных нужна теория квантовой гравитации, которая ещё не построена. Кроме того, необходимо помнить, что проблема больцмановского мозга возникает при наличии двух допущений:
1) существует максимальное значение энтропии;
2) Вселенная находится в равновесном состоянии с максимальным значением энтропии, которой дальше уже некуда возрастать.
Если эти два допущения не выполняются, то на данном этапе развития науки нет возможности выполнить расчёты и сравнить вероятности образования больцмановских и «нормальных» мозгов.
Для сравнения вероятностей на данный момент применяются лишь общие качественные рассуждения, которые, однако, не позволяют сделать точные выводы и противоречат друг другу. С одной стороны, если по термодинамическим или иным причинам гипотетическая вселенная окажется способна поддерживать существование эволюционирующих систем лишь ограниченное количество времени, будучи при этом построена на известных нам квантовомеханических принципах, то можно предположить, что плотность вероятности образования больцмановского мозга окажется выше[уточнить], чем у обычного мозга. С другой стороны, необходимо также помнить, что образование больцмановского мозга — это статистическая флуктуация, связанная с переходом из равновесного состояния с высокой энтропией в более упорядоченное состояние с более низкой энтропией. Поэтому такие события происходят крайне редко. Если же образование «нормального» мозга в ходе эволюции является не такой флуктуацией, а представляет собой закономерный процесс перехода в состояние с более высокой энтропией, то возможно, что такие события будут происходить чаще, чем образование больцмановских мозгов.
Основываясь на некоторых наработках в теории квантовой гравитации, Шон Кэрролл предлагает гипотетический сценарий мультивселенной, в рамках которого каждая вселенная, рано или поздно приходящая в высокоэнтропийное состояние в виде де-ситтеровского вакуума, вследствие квантовых флуктуаций вакуума и самого пространства-времени порождает новые вселенные, которые отделяются от неё и начинают самостоятельное существование. В новой вселенной поначалу имеется низкая энтропия и доминирует энергия ложного вакуума, вследствие чего в ней возникает инфляция, а после её окончания и превращения энергии ложного вакуума в обычную материю (частицы и излучение) далее всё происходит в соответствии со стандартной моделью Большого взрыва: в ней могут возникать галактики, звёзды, планеты и жизнь. В родительской вселенной иногда возникают и больцмановские мозги. Однако образование больцмановского мозга — это маловероятное событие, при котором происходит уменьшение энтропии. В описанном же выше сценарии образования новорождённой вселенной начальное состояние, представляющее собой высокоэнтропийное пространство де Ситтера, эволюционирует в высокоэнтропийное пространство де Ситтера плюс маленькая новая вселенная. И хотя энтропия новой вселенной мала, тем не менее, суммарная энтропия всё же больше, чем до этого события. Это не флуктуация равновесной, высокоэнтропийной конфигурации в низкоэнтропийное состояние, а превращение высокоэнтропийного состояния в состояние с ещё более высокой энтропией. Поэтому вполне возможно, что в данном сценарии новые вселенные будут образовываться чаще, чем больцмановские мозги. А каждая вселенная, пригодная для возникновения жизни, способна породить огромное количество наблюдателей. Поэтому также возможно, что в данном сценарии количество «нормальных» наблюдателей будет больше, чем больцмановских мозгов. Однако, как отмечает Шон Кэрролл, нынешнее состояние развития квантовой гравитации не позволяет сделать точные расчёты и сравнение вероятностей. Данный сценарий лишь демонстрирует, что отсутствие парадокса больцмановского мозга в принципе возможно. Ключевым моментом данного сценария является то, что у мультивселенной отсутствует состояние максимальной энтропии, и мультивселенная не находится в равновесном состоянии, а пребывает в состоянии бесконечного увеличения энтропии.
Также Шон Кэрролл считает, что в случае верности многомировой интерпретации квантовой механики проблема больцмановского мозга отпадает. В интерпретации де Бройля — Бома парадокс также запрещён. Однако в других интерпретациях он сохраняется.
Кроме того, необходимо иметь в виду, что парадокс больцмановского мозга не является строгим логическим выводом, поскольку он опирается на недоказанное допущение о том, что мы являемся типичными наблюдателями во Вселенной (или мультивселенной). Хотя, по мнению многих учёных, это допущение полезно, поскольку даёт возможность делать статистические прогнозы, оно не доказано и само по себе приводит к ряду проблем. Даже если большинство наблюдателей являются больцмановскими мозгами, мы вполне можем оказаться принадлежащими к привилегированному классу меньшинства «нормальных» наблюдателей.

## В кино
В фильме «Стражи Галактики. Часть 2» разумная планета Эго начала своё существование как больцмановский мозг. Хотя само определение не звучит, произошедшее показано нарочито буквально.
В сериале «Холистическое детективное агентство Дирка Джентли» фамилии главных героев (брата и сестры) — Бротцман (что является прямой отсылкой). Эти персонажи были способны непроизвольно формировать мир вокруг себя.
В сериале «Звёздные врата: ЗВ-1» 13 серии 7 сезона героиня фильма — майор Картер — попадает в туманность, которая наводит галлюцинации. Скопление, представленное в сериале, можно считать больцмановским мозгом.
В сериале «Звездный путь: странные новые миры» 1 сезон, 8 серия персонажи попадают в вымышленную Вселенную, созданную явлением, названным больцмановским мозгом.

## В литературе
В романе «Хтон» Пирса Энтони главным протагонистом является неорганический разум, самопроизвольно образовавшийся в недрах планеты, куда попадает главный герой для отбывания пожизненного заключения.
В книге Люси и Стивена Хокингов «Джордж и код, который не взломать» есть робот по имени Больцмановский Мозес, который утверждает, что он разумное существо, осознавшее себя и являющееся по сути больцмановским мозгом.